# Sannicandro di Bari
Sannicandro di Bari (Sannechéndre in dialetto locale, fino al 1863 chiamata San Nicandro) è un comune italiano di 9 539 abitanti della città metropolitana di Bari in Puglia.

## Geografia fisica

### Territorio
Il territorio di Sannicandro di Bari è interamente pianeggiante, tranne la fascia depressa attraversata dal torrente Picone in direzione sud-nord, e si estende per 5,5 km². 
Il clima è tipicamente mediterraneo (fascia adriatica), con estati calde caratterizzate da periodi di forte siccità ed inverni miti con non rare giornate fredde dovute alla lontananza dal mare. 
Le colture prevalenti sono oliveti (specialità coratina), vigneti (uva da tavola e da vino primitivo), mandorleti ed ortaggi ad uso privato. Non mancano gli alberi da frutta come: il fico, il melo cotogno, il ciliegio, il melograno, il fico d'India, il pesco, il pero e il percoco. La flora è quasi totalmente costituita da colture messe a dimora dalla mano dell'uomo attraverso un duro lavoro su una terra con poca acqua. La vegetazione arborea spontanea è molto povera. Notevole è il centro storico (medioevale), caratterizzato dal Castello normanno-svevo con le sue torri, intorno a cui si snodano vicoli e vicoletti con qualche esemplare superstite di cunetta medioevale.
- Classificazione sismica:[4] zona 3 (sismicità bassa), Ordinanza PCM n. 3274 del 20/03/2003 aggiornata al 16/01/2006 con le comunicazioni delle regioni.

## Storia
Il corposo materiale archeologico rinvenuto, di origine peuceta e magno-greca, dimostra che il territorio di Sannicandro di Bari presentava già una realtà insediativa intorno al VI-VII secolo a.C., con influenze e rapporti di provenienza greca. L'insediamento, sicuramente colonizzato, seguì le vicende di quest'area dell'Italia. Il sito, in questa fase, non presenta alcun toponimo documentato. 
Nel corso dei secoli successivi e prima dell'avvento dei Normanni, sarà stato certamente sottoposto alle alterne situazioni belliche e sociali di continua lotta tra il mondo longobardo e quello bizantino, con interferenze, non sempre negative, di interventi saraceni. È certa la pertinenza territoriale al capoluogo pugliese, come ancora oggi si riscontra nella dizione esatta del nome: Sannicandro di Bari. Essendo sistemato sul primo gradone della Murgia Barese, fu crocevia di un sistema viario interessantissimo e particolare, che permetteva il tragitto più breve tra Bari e Matera, tra Bari e Salerno e con Gravina di Puglia, dove incrociava il tratto della via Appia. Da quest'ultima città si potevano facilmente raggiungere Venosa, Melfi, Lagopesole, Acerenza. 
Il primo toponimo riferito a Sannicandro di Bari si rivela grazie ad un codice, conservato presso la grande Abbazia di Cava de' Tirreni. Si tratta di un atto di vendita, di un certo Cristoforo, di un terreno in locum ziziro, hoc est inclita una clausuria mea… datato 958; lo strumento fu trascritto a Bari. E che si tratti del territorio di Sannicandro di Bari è certo, come dimostrato storicamente nell'evoluzione del Paese e delle sue pertinenze all'avvento dei signori normanni. La radice Ziz di Ziziro fa pensare al periodo dell'Emirato di Bari (847-871), quando i saraceni si erano insediati nel capoluogo pugliese e avevano occupato intorno alla città ben 24 piazzeforti. Ziz infatti è radice araba e significa letteralmente "splendido", 'ameno" (v. La Zisa e lo stesso golfo di Palermo, chiamato Aziz). Il toponimo ricompare in un altro documento del 1077, nella forma Siziro. Quando un certo Mele f[ilius] Coloiohannis dona a suo figlio Stefanus …quantum nobis pertinuit in loco Siziro… E appunto i normanni, quando giunsero a Siziro di Bari, già alla fine dell'XI secolo, vi si insediarono, recuperando il materiale di spoglio di una struttura castellare precedente e diruta, composta da un quadrilatero con quattro torri d'angolo a pianta circolare. Gli Altavilla Umfredo e Guglielmo di San Nicandro assegnarono al castello il toponimo San Nicandro, come loro consuetudine, in quanto provenivano da San Nicandro di Sicignano degli Alburni. Ad oggi, al primitivo e precedente insediamento, non è possibile attribuire alcuna paternità. Non vi sono elementi probatori per assegnarlo ai longobardi, ai bizantini o ai saraceni. 
Negli scavi archeologici sono state raccolte alcune monete: un tarì aureo con legenda cufica di Gisulfo I e parecchie monete bizantine del IX, X e XI secolo, degli imperatori Basilio I, Leone VI, Romano I Lecapeno, Costantino VII Porfirogenito. Sui muri diruti e sulle fondazioni della vecchia fabbrica fu alzato il presidio castellare normanno. Un documento del 1119 dà piena contezza della presenza dei normanni all'interno del Castello. Grazie ad una carta di Emma d'Altavilla che, stando in Santa Severina, donava le decime del feudo di Sannicandro di Bari all'abate Guarino dell'abbazia di San Michele Arcangelo di Montescaglioso, alla condizione che lo stesso abate inviasse un cappellano a celebrare messa all'interno della cappella di San Nicola di Bari, da poco, "intus", al Castello costruita. Il toponimo San Nicandro, riferito al solo Maniero, comincia a comparire nei documenti e a fagocitare anche il borgo, che nel frattempo si sviluppa intorno alla sede castellare e che conserva ancora per breve tempo il nome di Siziro di Bari. Un'ulteriore menzione del 1134, informa della donazione di una chiesetta Madonna di Torre, posta a 2.700 m ad oriente del borgo sannicandrese, a favore dell'abbazia di Cava de' Tirreni.
Nel 1146, un falso in forma di originale, dà piena descrizione del sito di Sannicandro di Bari, che in alcune sue zone conserva ancora il toponimo Ziziro o Siziro: vi è il Castello, che intanto è diventato a otto torri, con cortina quadrilatera irregolare e fossato; all'interno vi è la cappella di San Nicola, il borgo circonda il maniero; la chiesetta di San Pietro è posta fuori le mura sulla strada via Vecchia Altamura; la chiesetta della Madonna di Torre in Siziro di Bari; la chiesetta di San Giovanni Evangelista sempre in Siziro di Bari, dove oggi sorge la scuola elementare. Nei documenti vescovili del 1172 della diocesi barese il toponimo Siziro non compare più, ma è trascritto unicamente il nome San Nicandro. Il che significa che quest'ultima dizione dal Castello ha ormai fagocitato, a questa data, prima il borgo e poi l'intero territorio. All'inizio del XIII secolo il castello viene ampliato, in ragione di diverse e nuove funzioni. Si costruisce un nuovo palazzo, con scuderie e magazzini, con un nuovo fossato e nuovi portali d'ingresso. Al centro di un sistema viario strategico e di un feudo notevole per la produzione agricola e gli allevamenti, il castello si trasforma in una vera e propria grangia, con compiti di approvvigionamento per i Crociati in Oltremare. Nel periodo angioino la vita del feudo di San Nicandro di Bari continua, con una serie di custodi all'interno del castello, fino al 1º novembre 1304, quando il re Carlo II, ultimata l'epopea crociata, lo dona per intero alla basilica di San Nicola di Bari. Dopo secoli di titolarità e di gestione del castello e del feudo di San Nicandro da parte del capitolo di San Nicola di Bari, nel 1967 il Comune di Sannicandro di Bari acquista la struttura castellare, ormai completamente stravolta rispetto al suo assetto originario normanno-svevo, per la somma di 10.500.000 lire.
A Sannicandro di Bari nel 1773 vivevano 1 974 abitanti, la maggior parte dei quali aveva la propria abitazione nelle immediate vicinanze del castello.
Una fonte di guadagno per San Nicandro derivava dall'allevamento di 10.000 animali ovini e suini.
Dai documenti risulta che il territorio di San Nicandro di Bari, agli inizi dell'Ottocento, su 5 000 ettari complessivi era coperto per circa il 12% da vigneti, per il 63% da seminativi, per il 13% da orti e per il 25% da boschi. Significativa era la presenza di uliveti e mandorleti.
V'era quindi sufficiente spazio per il pascolo. Gli animali erano portati ogni mattina nei boschi. Al tramonto venivano condotti nel paese ove vivevano a stretto contatto con la gente, nelle stesse case. I liquami degli animali e delle persone confluivano in un fosso addossato alle mura del castello, ricavato dall'antico fossato, munito di due bocche, da cui poi nei mesi estivi venivano estratti e trasportati nei campi i liquami e i residui con funzione di concime.

### Simboli
Lo stemma e il gonfalone del comune di Sannicandro di Bari sono stati riconosciuti con decreto del capo del governo dell'11 agosto 1934. Nello stemma è raffigurato un castello con portone centrale sormontato da tre torri merlate, aperte e finestrate d'argento, su fondo azzurro, terrazzato di verde. Il gonfalone è un drappo di azzurro.

## Monumenti e luoghi d'interesse

### Architetture civili e militari

#### Castello normanno-svevo
Nel comune di Sannicandro di Bari esiste in mezzo all'abitato l'antico Castello, circondato da una strada fiancheggiata da abitazioni. La sua storia documentata è soprattutto legata al mondo normanno ed inizia nel 1119, con l'attestazione di Emma d'Altavilla, che all'interno del presidio di prima dominazione normanna fa costruire la cappella palatina di San Nicola di Bari, nell'angolo di nord-ovest. Un ulteriore documento del 1134, periodo regnicolo, assegna le funzioni di castellano ad un certo Guido da Venosa. È il momento di costruzione del palazzo, delle quattro torri centrali rompitratta a rinforzarne le cortine, del nuovo portale rivolto a levante e del fossato con ponte levatoio. Nel 1800, in un lato di questo Castello ed attaccato alle sue mura, vi era l'antico fosso dove defluivano le acque delle diverse strade interne, in particolare quelle che venivano dalla strada dell'Ospedale.
Questo fosso un tempo a cielo aperto, fu ricoperto da una volta. In esso esistevano canali di scolo attraverso i quali le acque confluivano, con due bocche, per poterle recuperare come da cisterne. I liquami che vi si raccoglievano per l'intero anno, putridi e malsani, emanavano esalazioni "mefitiche", e in estate si mettevano in fermentazione.
Le esalazioni erano così micidiali che sarebbero state in grado di far mancare la vita all'istante, respirando vicino alle bocche.
Perciò nonostante la quota elevata del Comune, gli abitanti erano soggetti a malattie infettive endemiche.
Nel marzo del 1816 gli amministratori chiesero che questo inconveniente fosse eliminato e l'ingegner Gimma, con un consigliere di Intendenza, esaminò l'abitato per trovare la soluzione.
Il castello di Sannicandro di Bari sorge nella zona medievale del paese, tra le caratteristiche case a rampe esterne. Il fossato, risalente al periodo svevo, è stato colmato e trasformato in strada nel 1836. Il castello è composto di due parti distinte messe l'una nell'altra, costruite in epoche diverse, quella Normanna e quella Sveva. Precedentemente, nello stesso sito, insisteva una struttura difensiva quadrilatera con quattro torri d'angolo a pianta circolare, di attribuzione bizantina, per la serie di monete coniate a Bisanzio e reperite all'interno delle mura di trincea sottostanti alle alzate normanne. Il recupero negli scavi archeologici di un tarì aureo con legenda cufica di Gisulfo I e di monete degli imperatori d'Oriente dal IX all'XI secolo confermano questa realtà storica. L'importanza strategica del sito era rilevante, al centro di un sistema viario che realizzava i tragitti più brevi e più comodi da Bari verso i Centri Urbani più importanti dell'intera Area, quali Salerno e Matera, grazie alla cosiddetta "Via Vecchia Altamura" o "Via delle Murge o delle Crociate". È ormai acclarato che la vita storica del castello di Sannicandro di Bari inizia nel 1119, con la prima documentazione che lo riguarda, quella di Emma d'Altavilla, figlia del Gran Conte Ruggero di Sicilia e sorella del re Ruggero II. Nel Catalogus baronum, nelle edizioni del 1150 e del 1168, il maniero è censito per 10 cavalieri alla pesante e per 20 in caso di guerra. Una piazzaforte formidabile dunque, con funzioni di sentinella sul territorio e soprattutto sulla città di Bari, che non aveva ancora realizzato il dominio regnicolo normanno nel suo "animus" levantino-bizantinofilo, di piena autonomia mercantile. Nel 1168 custode del Castello è Guglielmo De Tot. Definito "Magister" in un articolo di Pasquale Cordasco relativo ai falsi medioevali, titolo reperito, grazie alla lampada di Wood sul tergo di una copia della pergamena di donazione del Castello di Gioia del Colle, da parte di Riccardo Siniscalco, alla basilica di San Nicola di Bari. Per tutto il periodo normanno la storia castellare è abbastanza chiara e documentata, ma nel periodo svevo le carte improvvisamente tacciono e la struttura castellare scompare dalla memoria delle vicende storico-sociali. Eppure la fase di ampliamento dell'intero complesso è certamente da attribuire al periodo svevo-federiciano. Non si trovano riscontri del Castello nei documenti imperiali, né si può pensare che l'opera di ampliamento possa aver avuto come committente un signore locale. "L'intera impiantistica, 1168-1212, a partire da Guglielmo De Tot fu realizzata con una spesa notevolissima e con l'utilizzo di maestranze specifiche Cistercensi… Un impegno economico così rilevante poteva essere sostenuto da un unico altro soggetto diverso da Federico II: un ordine cavalleresco". Un solo documento d'epoca sveva, un falso in forma di originale, datato 1225, attribuisce la giurisdizione delle chiese sannicandresi all'srcivescovo Andrea III con le relative decime, che da quest'ultimo verrebbero confermate al monastero di San Michele Arcangelo di Montescaglioso. I documenti ricompaiono stranamente nel periodo angioino, con una serie di custodi del castello e conduttori del feudo. A partire dal dicembre 1269 si succedono Iverio De Mignac; Giovanni De Confluentia; Guido De Arcellis; Egidio Da Capua; Vincenzo Picardi; Roberto De Saccavilla; Anselmo De Caprosia. Nel 1272 Guillaume de Beaujeu, all'epoca Precettore Templare di Puglia, chiede a suo cugino Carlo I d'Angiò la restituzione delle terre Templari in Sannicandro di Bari, in quel tempo detenute illecitamente dal custode angioino del castello Giovanni di Confluentia. In due documenti, sempre angioini del 1277 e del 1279 si parla del castello di Sannicandro di Bari come di "Palatii nostrii" e di "Palatii regii", a ribadire la titolarità ai re d'Angiò del Castello e del Feudo. Alla fine delle Crociate la funzione del castello è esaurita e Carlo II d'Angiò lo dona alla basilica di San Nicola di Bari. La donazione del re angioino chiude l'epopea castellare, esattamente da dove era cominciata, da San Nicola di Bari. Dal 1304 la gestione del feudo è direttamente sostenuta dai monaci, salvo un breve periodo tra il 1300 e il 1400. Quando, a seguito dei torbidi, con la discesa nel Regno di Luigi d'Ungheria e la fuga in Provenza della regina Giovanna I, il castello sembrerebbe assegnato ai Grimaldi di Monaco. Lo scudo araldico quattrocentesco fusato sul portale di levante proverebbe la veridicità di una tale segnalazione, ma mancano altri elementi probatori. Con l'avvento del Regno d'Italia e a partire dal 1863, come attestato dalla data incisa sulla chiave d'arco di un portale d'ingresso, si dà inizio ai lavori di stravolgimento dell'intero impianto, con la trasformazione del maniero in una serie di soprani e sottani da affittare a privati per abitazioni ed esercizi commerciali.

#### Il monumento ai Caduti

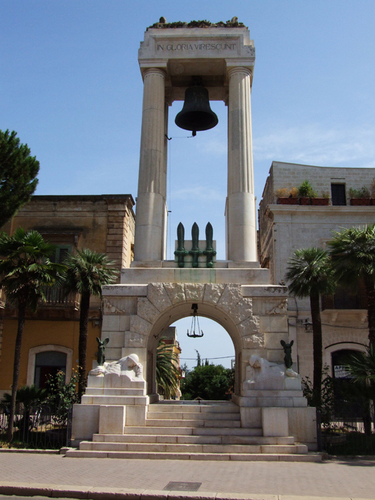
Monumento ai caduti.

Situato in piazza Unità d'Italia (una volta Parco della Rimembranza) è dedicato ai 127 militari sannicandresi caduti durante la prima guerra mondiale e la seconda guerra mondiale. Eretto nel 1929 su iniziativa di don Cosimo Losurdo su progetto dell'architetto nativo di Rutigliano (Bari) Saverio Dioguardi. La campana, detta Augustea, che pende dall'alto del monumento fu realizzata con il bronzo dei cannoni austriaci.

#### Altri monumenti e lapidi
La più antica lapide è quella che era fissata nel muro che chiude il grande portale esterno del castello. In essa è trascritta in latino una sentenza del re Filippo III di Spagna, dell'anno 1602, contro il conte di Conversano Antonio Acquaviva d'Aragona, il quale pretendeva far da giudice nelle cause fra gli abitanti della baronia. Approfittando sull'ignoranza del popolo minuto, scrisse sulla lapide "Per allestire il banchetto ai numerosi operai che lavorarono per la costruzione del castello, furono spesi 100 ducati (£ 425) di solo prezzemolo". Ora la lapide si trova negli scantinati del castello normanno-svevo. Una seconda lapide già apposta sul frontale del vecchio municipio, ora sul retro del monumento ai caduti, ricorda i tre sannicandresi Nicola Caputo, Giovanni Riccardi e Tommaso Del Re, caduti nell'imboscata di Dogali, nella colonia Eritrea il 26 gennaio 1887 durante la guerra coloniale. Accanto alla predetta lapide, sempre sul retro del monumento ai caduti, è stata collocata una lapide in memoria dell'alpino della Julia Pasquale Mauro Scalera, concittadino, deceduto a causa di un incidente in attività di addestramento sul Montasio il 20 settembre 2007.
Nel cimitero sorge il monumento ossario per gli ottantanove cittadini vittime del bombardamento aereo subito da Sannicandro la notte tra il 25 e 26 giugno 1943. Fu progettato dall'ingegnere Domenico Lobalsamo. A ricordo del tragico evento sono collocate anche una lapide e una croce su un basamento di marmo in largo Carmine, ove sorgeva la vecchia chiesa del Carmine, e un monumento in Piazza Caduti 26 giugno (Spirito Santo) con i nomi delle vittime.
L'ultimo monumento, in ordine cronologico, è quello dedicato a San Nicandro vescovo di Mira, collocato in piazza Cesare Battisti. La statua bronzea ha le fattezze delle antiche statue greche e il piedistallo, con la scritta San Nicandro Vescovo di Myra in italiano e greco, racchiude le preghiere che i sannicandresi hanno scritto al santo e vuole rappresentare il mare, simboleggiando l'unione tra oriente e occidente. L'opera è stata eseguita dallo scultore Vito Sabini sulla base dei disegni di mons. Giacomo Giampetruzzi, ed è stata inaugurata il 5 novembre 2005 (giorno della memoria del santo) alla presenza di Chrysostomos Kalaitsis, vescovo ortodosso di Mira e di monsignor Francesco Cacucci, arcivescovo di Bari-Bitonto.

### Architetture religiose

#### Chiesa di Santa Maria Assunta

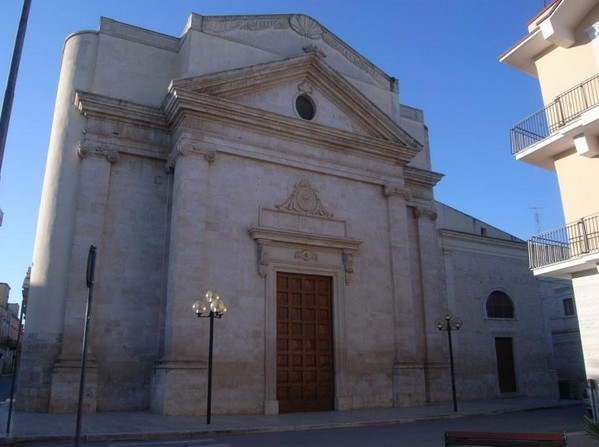
Chiesa S. Maria Assunta

Fuori del paese esisteva l'antica chiesa dedicata all'Assunta della lunghezza di 13 metri e larghezza metri 10 circa, chiaramente insufficiente a contenere la popolazione che, specialmente durante le feste, vi accorreva numerosa per partecipare alle sacre funzioni.
A Sannicandro oltre a quelle interne c'erano diverse chiese poste fuori dell'abitato: la chiesa di San Giovanni, la chiesa di Santa Maria delle Grazie, la chiesa di Santa Maria di Torre, la chiesa di Santa Maria della Pietà.
Nel 1815 le cose cambiarono radicalmente, perché si cominciò a parlare di una nuova chiesa. In quell'anno il comune di Sannicandro affidò all'architetto Giuseppe Gimma l'incarico di fare i disegni di una nuova chiesa; questi assunse anche la direzione dei lavori avvalendosi dell'opera dei maestri muratori Francesco Schiavulli e Michelangelo Squicciarini sotto la garanzia fideiussoria di Antonio Mossa. L'architetto Giuseppe Gimma si trovava a Sannicandro perché era stato incaricato dall'Intendenza di progettare il ripristino degli argini ad uno dei laghi che circondavano il paese. Negli anni 1815 e 1816 si dedicò come progettista e direttore dei lavori alla costruzione della Chiesa Matrice.
Quasi tutta la chiesa è stata costruita in pietra viva ricavata dalle cave esistenti nel territorio e non in tufo, in quanto questo materiale era ritenuto più costoso.

#### Chiesa del Carmine

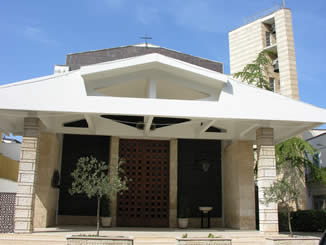
Maria ss del carmine sannicandro

È la seconda chiesa principale di Sannicandro di Bari. L'attuale chiesa è la ricostruzione della vecchia, voluta dal canonico Leonardo Carnicella, al quale è dedicata una via del paese, che fu distrutta dal bombardamento aereo che colpì Sannicandro nella notte tra il 25 e il 26 giugno 1943 e che era ubicata nelle vicinanze del Castello normanno-svevo, in Largo Carmine, ove oggi sorgono una lapide ed un monumento. La nuova chiesa sorge infatti nella zona tra la via per Adelfia e la via per Bari. Col contributo dello Stato e dei cittadini la chiesa del Carmine, sorta nel 1651, è stata ricostruita, come detto, in luogo diverso su progetto dell’architetto Vito Sangirardi, ed aperta al culto dal 21 dicembre 1958, ed è stata elevata a parrocchia, la seconda di Sannicandro. Solo l'immagine della Madonna restò intatta: il 16 luglio è portata in processione, seguita da una moltitudine di fedeli.

## Società

### Evoluzione demografica
Abitanti censiti

Molta popolazione sannicandrese è emigrata all'estero verso città come Toronto e New York e verso la Germania.

## Cultura

### Cucina

#### Cicerchie
La cicerchia (i gnagnaul) è un legume molto diffuso a Sannicandro, un legume prezioso che ha il sapore un po' di ceci, un po' di fave ed un po' di lenticchie. Si mangia bollita, condita con olio d'oliva abbondante. Si conserva secca e si mette a bagno almeno 12 ore prima della cottura (con un cucchiaio di sale o meglio di bicarbonato). Può essere preparata con un brodo di cotica o fatta stufare con mezza cipolla, una carota, sedano, aglio e tre cucchiai abbondanti dell'olio di oliva locale.

#### Involtini
È un piatto che si prepara con le interiora di agnello: fegato, cuore, polmone, retina e budelline.

#### Orecchiette con le cime di rape
Piatto a base di orecchiette con aggiunta di cime di rapa e talvolta di piccoli pezzi di mollica di pane soffritti.

## Economia
L'economia del paese è basata prevalentemente sulla coltura dell'olivo e sulla vendita dell'olio.

## Amministrazione
L'Ente è guidato dal 7 giugno 2016 da Beppe Giannone, già componente dell'amministrazione dimessasi a luglio 2015, espressione della lista civica di centro sinistra Sannicandro Insieme, che è prevalsa con il 35% circa delle preferenze sulle liste Sannicandro di Tutti, con Giovanni Turchiano sindaco (anche egli già componente della giunta dimessasi a luglio 2015), Movimento Puglia per Sannicandro (Antonio Novielli candidato sindaco) e Movimento Cinque Stelle (Pasquale Lamacchia candidato sindaco).
Vengono eletti in consiglio tutti i candidati sindaco non eletti. Dal 28 luglio 2015 al 6 giugno 2016 l'ente è stato guidato da Francesco Tarricone, commissario prefettizio, nominato a seguito delle dimissioni del sindaco Vito Michele Domenico Novielli nel 23 luglio 2015.
Importante nella memoria locale il dott. Rocco Palma, sindaco democristiano della cittadina negli anni ottanta del XX secolo, già direttore sanitario del Policlinico di Bari, trasferitosi nel capoluogo, ma sempre presente agli avvenimenti pubblici sannicandresi, deceduto nell'agosto 2012 e sepolto nella necropoli di Bari.

### Sindaci
| Periodo          | Periodo          | Primo cittadino                | Partito                                    | Carica                    | Note |
| ---------------- | ---------------- | ------------------------------ | ------------------------------------------ | ------------------------- | ---- |
| 21 novembre 1993 | 21 aprile 1997   | Vito Mondelli                  | lista civica                               | Sindaco                   |      |
| 21 aprile 1997   | 16 novembre 1997 | Elio Giannuzzi                 | -                                          | Commissario straordinario |      |
| 16 novembre 1997 | 26 maggio 2002   | Antonio Picardi                | centro-destra                              | Sindaco                   |      |
| 27 maggio 2002   | 6 maggio 2012    | Antonio Baccellieri            | lista civica                               | Sindaco                   |      |
| 7 maggio 2012    | 26 agosto 2015   | Vito Michele Domenico Novielli | lista civica Sannicandro libera            | Sindaco                   |      |
| 26 agosto 2015   | 5 giugno 2016    | Francesco Tarricone            | -                                          | Commissario straordinario |      |
| 5 giugno 2016    | 3 ottobre 2021   | Giuseppe Giannone              | lista civica Sannicandro insieme           | Sindaco                   |      |
| 4 ottobre 2021   | in carica        | Giuseppe Giannone              | lista civica Una nuova Sannicandro insieme | Sindaco                   |      |

## Sport
È presente una squadra di calcio che attualmente milita in 2ª categoria (A.s.d. Real Sannicandro). I colori sociali sono bianco e azzurro.
Disputa le partite presso lo stadio comunale Scirea di Bitritto, a causa dell'inagibilità dello stadio comunale cittadino.